# Interestatal 65 (Alabama)
La Interestatal 65 (abreviada I-65) es una autopista interestatal ubicada en el estado de Alabama. La autopista inicia en el Sur desde la I-10 en Mobile hacia el Norte y finaliza en la I-65 en la línea estatal con Tennessee. La autopista tiene una longitud de 590,6 km (367 mi).

## Mantenimiento
Al igual que las carreteras estatales, las carreteras federales, la Interestatal 65 es administrada y mantenida por el Departamento de Transporte de Alabama por sus siglas en inglés ALDOT.

## Cruces
La Interestatal 65 es atravesada principalmente por la 
- I 165     en Prichard
- I 85     en Montgomery
- I 459     en Hoover
- I-20/I-59 en Birmingham
- I 565     en Decatur.